# Салангана папуанська
Саланга́на папуанська (Aerodramus papuensis) — вид серпокрильцеподібних птахів родини серпокрильцевих (Apodidae). Ендемік Нової Гвінеї.

## Опис
Довжина птаха становить 14 см. Верхня частина тіла рівномірно коричнева, дещо блискуча. Нижня частина тіла темна, горло сріблясто-сіре. Пера на потилиці білі з чорними кінчиками. Хвіст виїмчастий, з неглибоким розрізом. Лапи покрити густим оперенням, на них є три пальці. а не чотири, як у інших саланган.

## Поширення і екологія
Папуанські салангани мешкають на півночі Нової Гвінеї, як на території Індонезії, так і на території Папуа Новій Гвінеї. Зокрема, вони спостерігалися в долині річки Тарітату, на півночі Судірманських гір і поблизу Джаяпури, а також, за непідтвердженими свідченнями, на схід до півострова Гуон. Зграї папуанських саланган, які нараховували до 20-30 птахів, спостерігали високо в повітрі над тропічними лісами, і низько над озерами і лагунами, на висоті до 2400 м над рівнем моря. Ймовірно, вони гніздяться в печерах. Живляться комахами, яких ловлять в польоті.